# خوان رولفو
خوان رولفو (بالإسبانية:  Juan Rulfo)‏ يعد الكاتب المكسيكي الأشهر والأب الروحي للواقعية السحرية في أدب أمريكا اللاتينية. ولد في سايولا (المكسيك) في 16 مايو 1917. وتوفي في مدينة مكسيكو في 8 يناير 1986. عمل رولفو في شركة لبيع الإطارات وفي مشاريع الري ودائرة الهجرة، وكتب للسينما، لكنه جعل من المدينة التي ولد فيها محوراً لأحداث قصصه.
حقق خوان رولفو شهرة عالمية بفضل روايته «السهل يحترق» (1953) التي ترجمت إلى عديد من اللغات وكان له تأثير حاسم في مسار أدب أمريكا اللاتينية. وكان لظهور روايته (بدرو بارامو) (1955) تأثيرا كبيرا في التعريف باتجاه الواقعية السحرية وهي من أشهر مدارس الكتابة في أمريكا اللاتينية. يعتبر رولفو من أهم الكتاب العالميين في القرن العشرين على الرغم من قلة إنتاجه القصصي، وتضاهي قامته الأدبية الكاتب الأرجنتيني خورخي لويس بورخيس، بناء على استطلاع رأي قامت به دار النشر الإسبانية الفاجوارا.
وترجع شهرة خوان رولفو كالأب الروحى للواقعية السحرية إلى مقدرته على المزج بين الواقع والخيال حيث قدم في أعماله أحداثًا لها علاقة بمجتمعه، بجانب شخصيات تقدم وتعكس نمطية المكان والمشاكل الاجتماعية والثقافية، وذلك بعد مزجها بالعالم الخيالي.

## السنوات الأولى والحياة العملية
عندما بلغ رولفو السادسة من عمره أصبح يتيم الأب، وبعد ذلك بأربع سنوات لقيت والدته حتفها. وفي عام 1929 تم نقله إلى سان جأبريل حيث عاش هناك مع جدته، وبعد ذلك عاش بملجأ لويس سيلبا، المعروف حاليًا بمعهد لويس سيلبا، بمدينة جوادالاخارا. وقد بدأ دراسته الابتدائية عام 1924، وفي عام 1933 حاول الالتحاق بجامعة جوادالاخارا.

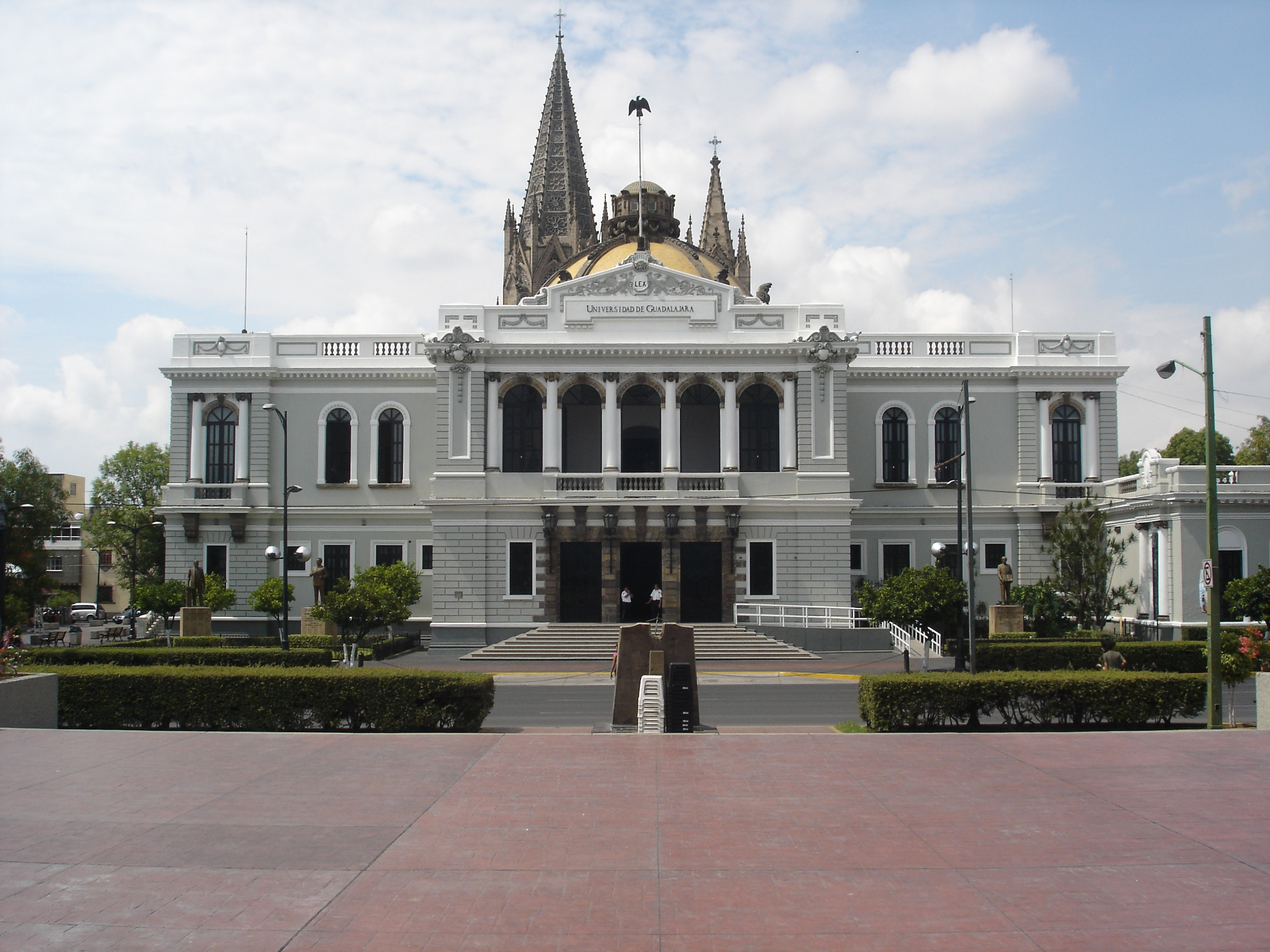
جامعة جوادالاخارا حيث درس خوان رولفو

 وفي عام 1934 بدأ خوان رولفو كتابة أعماله الأدبية.
وقد كرس نفسه أيضًا لمجال التصوير الفوتوغرافى بداية من 1946. وقد عمل لدى شركة جودريتش إيوسكادى كوكيل سفريات منذ 1946 حتى 1952. وفي عام 1947 تزوج من أنخيلينا آباريسيو رييس، حيث أنجب منها أربعة أبناء هم (كلاوديا بيرينسى، وخوان فرانسيسكو، وخوان بابلو، وخوان كارلوس)، ومنذعام 1954 حتى 1957 كان مشاركا في لجنة بابالوأبان، وناشرا في المعهد المحلى للدراسات الهندية بمدينة المكسيك.

## العمل الأدبى
شارك خوان رولفو في مجلة ميكسيكو في عام 1930. وفي عام 1945 نشر قصتين في مجلة بان الواقعة بمدينة جوادالاخارا وهما: قد أعطونا الأرض، وماكاريو. وفي عام 1946 نشرت ماكاريو في مجلة أمريكا، ونشرت بعد ذلك عقبة العرابات في عام 1948، وقد نشر له أيضًا في نفس المجلة تالبا والسهل يحترق عام 1950، وقد قامت مجلة أمريكا أيضا بنشر قصته قل لهم ألا يقتلونى ويلقوا بى إلى الكلابفي عام 1951. وفي عام 1953 قام صندوق الثقافة الاقتصادية بتجميع السهل يحترق، والتي تنتمى إليها قصة لقد أعطونا الأرض، في مجموعة ليتراس ميكسيكاناس. وفي عام 1955 نشر رواية بيدرو بارامو.وقد قام أيضا خوان رولفو بكتابة روايته الثانية بعنوان ديك من ذهب ما بين عامى 1956 و1958، والتي ظلت غير منشورة حتى عام 1980.

### بيدرو بارامو
لم يكن لرولفو على مدار سنوات طويلة سوى رواية وحيدة منشورة هي بيدرو بارامو. وكانت تعتبر تلك الرواية وكانها في فترة الحمل لمدة طويلة. وقد أكد رولفو أنه سوف يكمل الفكرة الأولى لتلك الرواية قبل أن يصبح في الثلاثين من عمره، وبالفعل أرسل خطابين موجهين لخطيبته كلارا آباريسيوعام 1947 يشير فيهما لتلك الرواية بعنوان نجمة بجانب القمر. وبعد ذلك أيضًا أعلن أن محموعته القصصية السهل يحترق هي عبارة عن طريقة للدنو من روايته. وفي آخر مرحلة من كتابته لروايته غير اسمها إلى الهمسات، وهو عنوان يظهر تأثره الظاهر برواية النخيل البرى أو إذا ما نسيت القدس لويليام فاولكنار، وهذا يبين لنا تأثره بالأدب الأيرلندى، خاصة رواية أشخاص مستقلون للكاتب هلدور لوكسانيس الأيرلندى. وهذا بفضل المنحة المقدمة من المركز المكسيكى للكتاب والتي استطاع اتمامها ما بين عامي 1953 و1954. وف تلك السنة قامت عدة مجلات بنشر قطع من الرواية، وفي عام 1955 ظهرت ككتاب. وتم طبع ألفي نسخة، باعو فقط نصفهم، وقاموا بإهداء الباقى. وقد ترجمت الرواية لعدة لغات كالألمانية، والسويسرية، والإنجليزية، والفرنسية، والإيطالية، والبولندية، والنرويجية، والفنلندية.
وقد انتبه بعض النقاد على الفور أنهم يتعاملون مع عمل أدبي رائد، على الرغم من أنهم لم يكن ينقصهم القراء المتعودين على المخططات الروائية في القرن التاسع عشر والتي تاهت أمام تجديده للبنية، متأثرين بالحيرة الناتجة عنها. ولكن الدراسات الأكثر حداثة لنفس الرواية، كالاستقبال الأول لبيدرو بارامو والتي أعدها خورخى سبيدا، كانوا أكثر وضوحًا، وقد تم الاعتراف بتلك الأوبرا منذ بدايتها بداخل وخارج المكسيك، حيث أصبح هناك فيضان غير منقطع بمعرفة تلك الرواية. والدراسات التي تم اعدادها عن بيدرو بارامو كثيرة وتزيد باستمرار كل عام.
وقد كانت رواية بيدرو بارامو عملًا ثمينًا بالنسبة للعديد من الأدباء كخورخى لويس بورخيس، والذي قال:
ان بيدرو بارامو واحدة من أفضل الروايات في الأدب الإسباني، بل الأدب العالمي ككل.
وقد كتب جابريل جارسيا ماركيز في ذكرى قراءته الأولى للرواية :
صعد ألبارو موتيس بخطوات واسعة الستة أدوار للوصول إلى منزلى ومعه الكثير من الكتب، وقد قام بفصل الأكثر صغرًا والأكثر قصرًا من ذلك الكم الهائل، وقال لى وهو يكاد يموت من الضحك: فلتقرأ تلك اللعنة، لكى تتعلم! وقد كانت تلك هي رواية بيدرو بارامو، وفي تلك الليلة لم أستطع النوم حتى انتهى من قراءتي الثانية لها.
وقد قالت سوزان سونتاج عنها أيضا:
ان رواية رولفو لا تعتبر فقط من الروايات الرائدة في القرن العشرين، ولكنها تعبر أيضًا من الأعمال الأكثر تأثيرًا في نفس القرن.

### ديك من ذهب
أن ديك من ذهب هي الرواية الثانية لخوان رولفو. وبالرغم من أنها كتبت ما بين عامى 1956 و1958، إلا أنها لم تنشر سوى عام 1980 في طبعة مهملة؛ وقد صححت طبعة 2010 الكثير من أخطاء الطبعة السابقة. وتوجد ترجمات للرواية بالألمانية، والإيطالية، والفرنسية، والبرتغالية.
وقد بنيت أربعة أفلام على أساس تلك الرواية وهم:
- ديك من ذهب (1964) لروبيرتو جابالدون.
- إمبراطورية الثروة(1986) للمخرج أرتورو ريبستين.
- التركيبة السحرية(1964)لروبين جامبز.
- الغنيمة(1960) فيلم قصير لأنطونيو رينوسو.

## الكاتب السينمائي
في عام 1956 طلب المخرج السينمائي إميليو فرنانديز نصوصا سينمائية، وقد قام رولفو بالتعاون مع خوان خوسيه أريولا بكتابة بعضها. وقد أصبحت الكثير من نصوص رولفو أساسا للإنتاج السينمائي، حيث أنه في عام 1960 تم إنتاج فيلم الغنيمة القائم على أساس إحدى أفكار رولفو. وبعدها في عام 1964 تم إعداد ديك من ذهب من أجل السينما عن طريق كارلوس فوينتيس وجأبريل جارسيا ماركيز، واخرج الفيلم روبيرتو جابالدون.
وفى عام 1972 قام المخرج ألبيرتو إيزاك بإخراج فيلم ركن العذارى والذي يعتبر معالجة سينمائية لقصة أناكليتو مورونيس الموجودة في المجموعة القصصية السهل يحترق.

## الجوائز
لقد كان خوان رولفو مسافرا لا يكل، وشارك في العديد من المؤتمرات واللقاءات العالمية، وحصل على العديد من الجوائز، حيث حصل على جائزة جأبريل بياورروتيا (Premio Xavier Villaurrutia) على رواية بيدرو بارامو عام 1956. وحصل أيضا على الجائزة المحلية للأدب من الحكومة الفدرالية المكسيكية عام 1970. وفي عام 1974 سافر إلى أوروبا من أجل المشاركة في مؤتمر طلاب جامعة بارسوبيا. وتمت دعوته أيضًا لكي ينضم إلى الموكب الرئاسى المسافر إلى ألمانيا، وتشيكوسلوفاكيا، وأستراليا، وفرنسا. وفي التاسع من يوليو عام 1976 تم اختياره عضوا في المجمع اللغوى المكسيكي، وقد شغل المقعد الخامس والثلاثين في الخامس والعشرين من سبتمبر لعام 1980. وقد حصل رولفو على جائزة أمير أستورياس في إسبانيا عام  1983.

## أعماله
- السهل يحترق(1953)(قصص)
- بيدرو باراموب (1955)(رواية ترجمها إلى العربية صالح علماني)
- قل لهم ألا يقتلونى (1960)(قصص)
- ديك من ذهب (1980).(رواية)